# Säg det med blommor
Säg det med blommor är en svensk dramafilm från 1952 i regi av Lars-Eric Kjellgren.

## Om filmen
Filmen premiärvisades 17 november 1952 på biograf Palladium i Göteborg. Den spelades in i Filmstaden i Råsunda med exteriörscener från Stockholm med omnejd av Martin Bodin. Som förlaga har man Margaret Mayos och Aubrey M. Kennedys pjäs Seeing Things/Scared Cats som uruppfördes på Playhouse Theatre i New York 1920 med svensk premiär under titeln Skrämda kattor på Djurgårdsteatern i Stockholm 1927.

## Roller i urval
- Annalisa Ericson - Gertrud Blomkvist, kallad Peggy
- Stig Järrel - Hasse, signaturen Hans Nåd, kåsör
- Gunnar Björnstrand - Oskar Blomkvist, korkfabrikör, Peggys man
- Naima Wifstrand - fru Lagerberg
- Elisaveta - Gun, hennes dotter
- Mimi Nelson - Monica, Hasses fru
- Sif Ruud - Helena Blomkvist, Oskars f.d. hustru
- Elsa Ebbesen-Thornblad - Hulda, hushållerska hos Blomkvists
- Gunwer Bergkvist - Bojan, hembiträde hos Monica och Hasse
- Karl-Arne Holmsten - Kirre, Guns fästman
- Elof Ahrle - Karlsson, skärslipare och fyllerist
- Ragnar Klange - poliskommissarien
- Carl-Axel Elfving - vaktmästaren på Katarina Ungkarlshôtel
- Magnus Kesster - poliskonstapel
- Wiktor "Kulörten" Andersson - vaktmästare på Mosebacke

## Musik i filmen
- Säg det med blommor, kompositör Kai Gullmar, text Gardar, framförs visslande av Sven-Axel "Akke" Carlsson, Björn Näslund och Sten Mattsson, sång Mimi Nelson, Elof Ahrle och Naima Wifstrand
- Late for School, kompositör Charles Williams, instrumental.
- Amours divins, ardentes flammes. ur La belle Hélène (Kärlek måste vi ha/O kärleks glöd. ur Den sköna Helena, kompositör Jacques Offenbach, fransk text 1864 Henri Meilhac och Ludovic Halévy svensk text 1865 Palle Block, sång Naima Wifstrand
- Strings in the Mood, kompositör Walter Collins, instrumental.
- Majestic, kompositör Walter Collins, instrumental.
- Caprice on Tiptoe, kompositör Ludo Philipp, instrumental.
- Nu ska vi opp, opp, opp, kompositör Jules Sylvain, text Gösta Stevens, sång Elof Ahrle
- Sophisticated Comedy, kompositör Norman Demuth, instrumental.
- Pizzicato Misterioso, kompositör Edgar Martell, instrumental.
- Autumn Breezes, kompositör Norman Demuth, instrumental.
- Là ci darem la mano. ur Don Giovanni (Du skall ej fruktan bära/Räck mig din hand min sköna. ur Don Juan, kompositör Wolfgang Amadeus Mozart, text  Lorenzo Da Ponte svensk text 1813 Carl Gustaf Nordforss svensk text 1856 Wilhelm Bauck nyare svensk text Herbert Sandberg svensk text 1961 Erik Lindegren, sång Naima Wifstrand och Karl-Arne Holmsten
- Che gelida manina. ur La Bohème (Så kall Ni är om handen. ur Bohème), kompositör Giacomo Puccini, text Giuseppe Giacosa och Luigi Illica, svensk text 1901 Sven Nyblom, sång Elof Ahrle